# Івафуне (Тотіґі)

36°19′8″ пн. ш. 139°39′22″ сх. д. / 36.31889° пн. ш. 139.65611° сх. д.
Івафу́не (яп. 岩舟町, いわふねまち, МФА: [iwaɸune mat͡ɕi̥]) — містечко в Японії, в повіті Сімо-Цуґа префектури Тотіґі. Станом на 1 жовтня 2008 площа містечка становила 46,74 км². Станом на 1 січня 2009 населення містечка становило 18 501 осіб.